# Савалеевское сельское поселение
Савалеевское се́льское поселе́ние — муниципальное образование в Заинском районе Татарстана Российской Федерации.
Административный центр — село Савалеево.

## История
Статус и границы сельского поселения установлены Законом Республики Татарстан от 31 января 2005 года № 23-ЗРТ «Об установлении границ территорий и статусе муниципального образования "Заинский муниципальный район" и муниципальных образований в его составе».

## Население
| 2010  | 2011  | 2012  | 2013  | 2014  | 2015  | 2016  |
| ----- | ----- | ----- | ----- | ----- | ----- | ----- |
| 1080  | ↘1079 | ↘1075 | ↗1089 | ↗1091 | ↘1084 | ↗1089 |
| 2017  | 2018  |       |       |       |       |       |
| ↘1058 | ↘1040 |       |       |       |       |       |

## Состав сельского поселения
| № | Населённый пункт | Тип населённого пункта       | Население |
| - | ---------------- | ---------------------------- | --------- |
| 1 | Кара-Елга        | село                         |           |
| 2 | Савалеево        | село, административный центр |           |
| 3 | Шумыш            | деревня                      |           |